# Comicó
Comicó es una localidad y comisión de fomento del departamento Nueve de Julio, en la provincia de Río Negro, Argentina.
Se encuentra a 70 km de la localidad de Los Menucos.
Su actividad principal es la ganadería, se crían ovejas y chivos, y se vende la lana y los corderos.

## Población
Contó con 82 habitantes (Indec, 2010), lo que representó un descenso del 50% frente a los 166 habitantes (Indec, 2001) del censo anterior.
El censo 2022 arrojó 94 viviendas con una población estable de 98 habitantes en la comisión de fomento.
| Gráfica de evolución demográfica de Comicó entre 1991 y 2022 |
|                                                              |
| Fuente: Censos nacionales del INDEC                          |